# Rolf B. Behrmann
Rolf Bernhard Behrmann (* 22. September 1911; † 20. November 1982) war ein deutscher Geologe, der sich mit Erdölgeologie und Geotektonik befasste.

## Leben

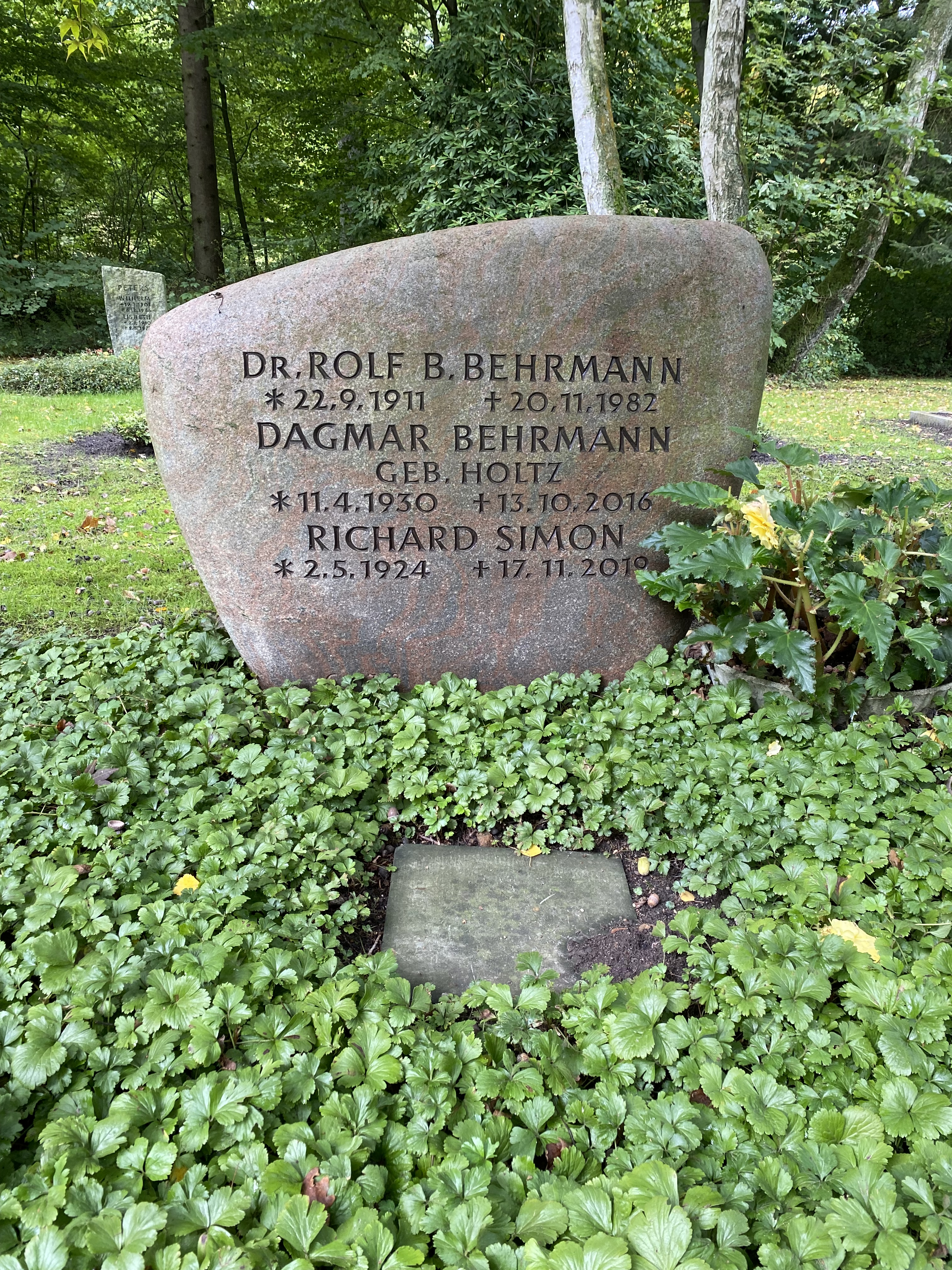
Grabstätte

Behrmann wurde 1936 bei Hans Stille in Berlin promoviert über die Geotektonik des Apennin.
Er arbeitete als Erdölgeologe unter anderem für die Deutsche Vacuum Oil (ab 1955 Mobil Oil Deutschland) in Hamburg-Bergedorf und Celle, für die er auch in Italien arbeitete, und verfasste Monographien über die Geotektonik des Apennin.
Ab 1973 war er bei der Deutschen Gesellschaft für Mineralölwissenschaft und Kohlechemie, für die er unter anderem 1976 an einer Denkschrift zur Lage der Lagerstättenforschung beteiligt war.
1961 erhielt er die Hans-Stille-Medaille. Rolf B. Behrmann wurde auf dem Hamburger Friedhof Volksdorf beigesetzt.

## Schriften
- Die geotektonische Entwicklung des Apennin-Systems, Geotektonische Forschungen Heft 12, Schweizerbart 1958
- Die Faltenbögen des Apennins und ihre paläogeographische Entwicklung, Abhandlungen der Göttinger Akademie der Wissenschaften, Math.-Naturwiss. Klasse, 3. Folge, Band 15, 1936 (Beiträge zur Geologie der westlichen Mediterrangebiete Nr. 16), gleichzeitig Dissertation